# تشارلز كونواي
تشارلز كونواي (بالإنجليزية: Charles Conway)‏ هو لاعب كرة قاعدة أمريكي، ولد في 28 أبريل 1886 في يونغزتاون في الولايات المتحدة، وتوفي بنفس المكان في 12 سبتمبر 1968.

## وصلات خارجية
- تشارلز كونواي على موقعبيزبول رفرنس.كوم (الدوري الرئيسي) (الإنجليزية)
- تشارلز كونواي على موقعبيزبول رفرنس.كوم (الدوري الثانوي) (الإنجليزية)